# IC 4597
IC 4597 је лентикуларна галаксија у сазвјежђу Шкорпија која се налази на листи објеката дубоког неба у Индекс каталогу.
Деклинација објекта је - 34° 21' 58" а ректасцензија 16h 17m 39,7s. Привидна величина (магнитуда) објекта IC 4597 износи 13,5 а фотографска магнитуда 14,4. IC 4597 је још познат и под ознакама ESO 380-2, IRAS 16144-3414, PGC 57746.